# Stichting Federatie Industrieel Erfgoed Nederland
De stichting Federatie Industrieel Erfgoed Nederland is een platform van vrijwilligers die zich inzetten voor het behoud van industrieel erfgoed in Nederland in de ruimste zin.
In de jaren 70 nam de interesse voor industrieel erfgoed in Nederland sterk toe en werden veel regionale organisaties opgericht die zich inzetten voor wat toen 'industriële archeologie' werd genoemd. 
In 1984 werd het platform FIEN opgericht met als doel als een 'koepel' op te treden voor al deze kleine partijen. Dat gebeurt in de vorm van een jaarlijkse bijeenkomst voor leden, het houden van studiedagen, lezingen en excursies. FIEN is ook een vraagbaak van en voor het industriële erfgoed en de industrieel-erfgoedorganisaties in Nederland. Ze zorgt ook voor onderzoek naar industrieel erfgoed en publicatie van projecten. Sinds 2007 verschijnt driemaal per jaar het tijdschrift Industria als katern in het blad van de Bond Heemschut. FIEN heeft regelmatig contact met de Rijksdienst voor het Cultureel Erfgoed.

## Aangesloten leden
Het aantal aangesloten organisaties is sinds 1984 gegroeid naar meer dan vijftig (in 2013), waaronder
- regionale organisaties, die zich bezighouden met al het industrieel erfgoed in een bepaalde stad, provincie of gebied.
- organisaties, die zich bezighouden met een specifiek onderdeel van het industrieel erfgoed. gemalen, watertorens, schepen, trams etc.

### Categorale organisaties die lid zijn van FIEN
- BOEi - Nationale Maatschappij tot Behoud, Ontwikkeling en Exploitatie van Cultureel Erfgoed
- NBS - Nederlandse Bruggen Stichting
- NVV - Nederlandse Vuurtoren Vereniging
- NGS - Nederlandse Gemalen Stichting
- NWS - Nederlandse Watertoren Stichting
- SHG - Stichting Historie Grofkeramiek
- Stichting Erfgoed op weg
- SHSS - Stichting Historische Sluizen en stuwen Nederland
- SISM - Stichting Industrieel Smalspoor Museum
- MCN - Stichting Mobiele Collectie Nederland (MCN)
- Stichting NedSEK
- Stichting Vrienden van het werk van de industrieschilder Herman Heijenbrock
- STIF - Stichting Fabrieksschoorstenen
- SKL - Stoomtrein Katwijk Leiden
- SSdG - Stoomgroep De Goffert

Etc.

### Regionale organisaties die lid zijn van FIEN
- STIEL - Stichting Industrieel Erfgoed Leiden

### Mobiel erfgoed organisaties die lid zijn van FIEN
- Conam - Contactgroep Automobiel- en Motorrijwielhistorie
- FEHAC - Federatie Historische Automobiel- en motorfietsclubs
- TS - Tramweg-Stichting
- SVA - Stichting Veteraan Autobussen